# Anne de Jésus
Pour les articles homonymes, voir Anne et Sainte Anne.
Ana de Lobera Torres (Medina del Campo, 25 novembre 1545 - Bruxelles, 4 mars 1621), connue sous son nom religieux d'Anne de Jésus, en espagnol Ana de Jesús, est une religieuse, grande mystique, et écrivaine espagnole. Elle est proche de Jean de la Croix et de Thérèse d'Avila. 
Elle rassemble les écrits de la sainte, contribue à leur publication, et diffuse la spiritualité thérésienne en Europe.
Après avoir participé à la fondation de divers convents en Espagne, elle est appelée par Pierre de Bérulle à fonder un couvent réformé en France. Le couvent est fondé à Paris en 1604. Anne de Jésus en devient la prieure. L'année suivante, elle fonde deux nouveaux couvents à Pontoise et Dijon. En 1607, elle est appelée pour fonder un couvent aux Pays-Bas. Après trois nouvelles fondations, elle meurt le 4 mars 1621 à Bruxelles.
Son procès en béatification débute l'année même de sa mort avant d'être arrêté et relancé à de multiples reprises. Anne de Jésus est déclarée vénérable le 28 novembre 2019 et béatifiée par le pape François lors de sa visite en Belgique le 29 septembre 2024.

## Biographie

### Enfance
Ana de Lobera est née à Medina del Campo le 25 novembre 1545 dans une famille de la petite noblesse espagnole. La jeune fille est baptisée le jour même. 
Elle a un frère aîné, Cristobal, qui deviendra jésuite.
Peu de temps après sa naissance, son père meurt. Elle est muette et sourde durant les sept premières années de sa vie, jusqu'au jour où « par miracle », elle commence à parler. Après deux années heureuses près de sa mère, alors qu'elle est âgée de seulement 9 ans, sa mère meurt. C'est sa grand-mère qui obtient la tutelle d'Ana et de son frère. La jeune fille développe une grande dévotion à la Vierge Marie.
À l'âge de 10 ans, Anne de Lobera fait vœu de chasteté, contre l'avis de sa grand-mère qui « l'estime trop jeune pour un tel engagement ».  À 14 ans, Ana est devenue une belle jeune fille, et sa grand-mère envisage alors de la marier.
Pour échapper au projet de mariage, à l'âge de 15 ans (en 1560), elle décide avec son frère de partir vivre à Plasence, chez leurs grands-parents paternels. Mais son autre grand-mère veut elle aussi la marier ; son prétendant tente de la séduire. Elle a 16 ans lorsque, pour clairement exprimer son intention de « se consacrer à Dieu » et couper court à tout projet de mariage, elle provoque volontairement un coup d'éclat : lors d'une réception familiale, elle se fait attendre par toute l'assemblée avant de se présenter revêtue d'un drap noir, et les cheveux coupés en tous sens. L'assemblée, sa famille, et le prétendant comprennent alors sa détermination et acceptent sa décision. Désormais, plus personne ne cherchera à la marier.

### Recherche d'une communauté religieuse
La jeune fille se met en quête de la communauté religieuse « la plus parfaite ». En attendant de trouver la congrégation idéale, elle mène une vie très austère, s’adonnant à la prière et jeûnant souvent. Elle se consacre également à aller soigner des malades. Ses biographes rapportent qu'elle commence déjà à recevoir des grâces mystiques. Anne reste alors durant sept années chez sa grand-mère, poursuivant ce style de vie. Pour la guider spirituellement, elle prend pour directeur un père jésuite : le père Pierre Rodriguez. Celui-ci lui transmet un grand amour de l'Eucharistie.
En 1569, Anne tombe gravement malade : durant trois mois elle est atteinte d'une forte fièvre (sans doute liée à la malaria) qui va en s’aggravant. Même si son état finit par s’améliorer, elle en reste néanmoins affaiblie. C'est à ce moment que le père Rodriguez est nommé à Tolède et doit la quitter. Cette séparation est un coup dur pour la jeune femme.
En 1570, Thérèse d'Avila se rend à Tolède pour fonder un nouveau carmel. Le père Rodriguez rencontre le père Pablo Hernandez, lui aussi jésuite, qui lui présente sainte Thérèse d'Avila. Le père Rodriguez se trouve enchanté par le projet de réforme mené par la Carmélite. Il écrit rapidement à sa protégée pour lui annoncer : « J’ai trouvé ici une sainte femme qui fonde des monastères de l’Ordre que vous cherchez. Elle est native d’Avila et se nomme Teresa de Ahumada. Demandez à Dieu qu’il lui plaise de vous donner la lumière pour savoir si c’est là qu’il vous appelle. Quant à moi, il me semble que oui. Avertissez-moi si vous voulez que j’en traite avec la Mère. ». 
Anne est tout de suite intéressée, dans son courrier de réponse, elle demande, si Thérèse l'accepte, et dans quel couvent elle doit se rendre. Thérèse d'Avila lui écrit le 2 avril pour lui dire qu'elle l'admet dans l'ordre des Carmélites, mais elle lui demande de finir de se soigner avant de venir la rejoindre au couvent d'Ávila.

### L'entrée au Carmel

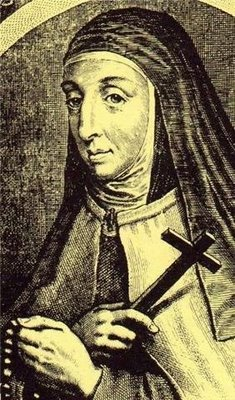
Portail d'Anne de Jésus (XVIIe siècle).

Anne quitte Plasence le 26 juillet 1570 pour se rendre au couvent d’Ávila (es). Elle y arrive le 31 juillet 1570 où elle est reçue par Marie de Saint-Joseph (car Thérèse d'Avila est alors en voyage à Tolède). 
Anne prend l’habit du Carmel le 1er août et demande à prendre le nom d'Anne de Saint-Pierre, mais Thérèse d’Avila, bien qu’absente à ce moment, a déjà décidé de son nom de religieuse : Anne de Jésus.
Ce n'est qu'à la fin du mois d’août qu’Anne de Jésus rencontre Thérèse pour la première fois. 
La Madre discerne très vite la valeur de la jeune femme, et c'est le début d'une belle et grande amitié spirituelle entre les deux femmes. En novembre 1570, Thérèse d'Avila appelle Anne pour participer à la nouvelle fondation de Salamanque. Lorsque Thérèse repart, elle confie à Anne (qui n'est alors que novice) la responsabilité des autres novices. Thérèse recommande également à la nouvelle prieure de Salamanque de consulter sœur Anne pour les affaires du monastère.
À la suite d'ennuis de santé, la date de sa profession est retardée de quelques mois. Le 22 octobre 1571, Anne de Jésus fait sa profession définitive dans l'Ordre du Carmel. Mais, pendant la cérémonie il se passe un incident imprévu : Anne entre en extase ! À la suite de cet incident, Thérèse d'Avila ordonne que désormais, toutes les nouvelles professions ne se fassent qu'en présence uniquement de la communauté.
L'année suivante, Anne est nommée sacristine et infirmière, afin de la distraire de ses méditations (selon Thérèse d'Avila). Elle reste à Salamanque jusqu'en janvier 1575.

### Fondations en Espagne
Anne de Jésus quitte Salamanque en 1575 pour participer à la fondation du couvent de Beas de Segura (es). Thérèse la nomme prieure de ce nouveau couvent. Anne rencontre à cette occasion Jérôme Gratien, le père carme visiteur des couvents d'Andalousie. En octobre 1578, elle rencontre saint Jean de la Croix, qui s'était échappé de sa prison au Carmel de Tolède. Lorsqu'Anne voit pour la première fois Jean de la Croix (évadé peu de jours auparavant de son cachot), et encore couvert de plaies, Anne demande à deux religieuses de chanter des cantiques. En entendant les chants, Jean de la Croix entre alors en extase. Madeleine du Saint-Esprit recueille par écrit toutes les paroles, compliments et avertissements, que Jean transmet à la communauté. 
Saint Jean de la Croix reste deux années au couvent de Béas, assurant la direction spirituelle des religieuses. Anne est alors très marquée par l'influence spirituelle de Jean de la Croix.
En janvier 1582, à la demande de Thérèse, elle part pour effectuer une nouvelle fondation à Grenade. Elle est accompagnée de Jean de la Croix et de six religieuses. Le nouveau carmel est fondé le 21 janvier 1582.
Anne intervient à la fondation du Carmel de Malaga. En juillet 1586, accompagnée de Jean de la Croix, elle fonde le Carmel de Madrid, et en devient la prieure (Thérèse souhaitait ardemment effectuer cette fondation de son vivant, mais elle n'avait jamais réussi à la mener à bien). Elle y rencontre la fille du roi Philippe II, Isabelle-Claire-Eugénie d'Autriche qui devient son amie. Depuis Madrid, Anne prépare les fondations de couvents à Huarte et à Valence. 
Un temps incarcérée au couvent de Madrid et privée de sa charge de prieure (en sanction à son opposition au général de l'ordre), elle est libérée en 1594 et se rend au couvent de Salamanque. Elle est élue prieure du couvent en 1596.

### Fondations en Europe

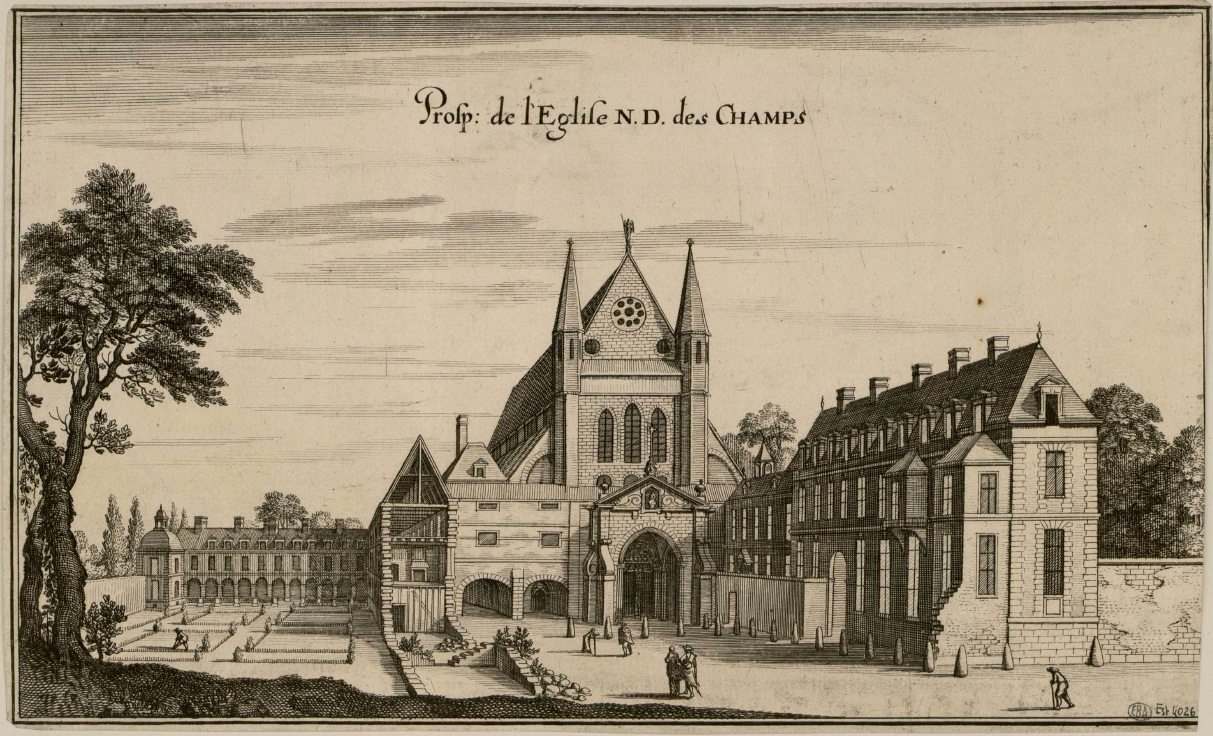
Le monastère des Carmélites de Notre-Dame-des-Champs au milieu du XVII.

Marie de Saint-Joseph est envoyée, avec cinq autres religieuses espagnoles, pour fonder le premier couvent réformé en France.
Cette fondation se fait sous la protection de Pierre de Bérulle, qui avec d'autres personnes envoie des lettres à Henri IV qui donne son accord. La bulle papale « In Supremo » datée du 13 novembre 1603 apporte l'appui de Rome. Pierre de Bérulle souhaiterait faire venir (en France) Anne de Jésus, mais le supérieur Général, Francisco de la Madre de Dios, y est opposé. Après des discussions, et l'appui d'Anne de Saint-Barthélemy qui soutient la candidature d'Anne de Jésus, le supérieur Général accepte finalement d'envoyer Anne de Jésus en France pour fonder le premier couvent de l'ordre du Carmel déchaussé. 
Les religieuses arrivent à Paris le 15 octobre 1604 et, le 18 octobre, le Carmel de l'Incarnation de Paris est fondé. Anne de Jésus est la prieure de ce nouveau couvent.
L'année suivante, en 1605, Anne de Jésus fonde un nouveau Carmel à Pontoise, et un troisième à Dijon.
Isabelle-Claire-Eugénie d'Autriche, la fille de Philippe II, gouvernante des Pays-Bas, demande à Anne de fonder un Carmel dans cette province espagnole. Ce qu'elle fait le 25 janvier 1607. Le 7 novembre Anne fonde un deuxième carmel à Louvain, puis elle fonde encore un Carmel à Mons le 7 février 1608. Mais elle doit suspendre ses nouveaux projets de fondations, car les couvents français refusent de lui envoyer des Carmélites expérimentées (dont elle manque), et les pères carmes déchaux qu'elle a demandés (pour l'accompagnement spirituel des religieuses) se font toujours attendre.
En 1610, les pères carmes déchaux arrivent à Bruxelles. Anne leur transmet alors la charge d'effectuer de nouvelles fondations. Sans prendre directement part à de nouvelles fondations, Anne de Jésus va susciter la fondation du Carmel de Cracovie en 1612, et puis celui d'Anvers en 1619. Bien qu'étant âgée et malade, elle envisage un temps d'aller fonder un Carmel en Angleterre, mais ce projet et abandonné.
Âgée de 75 ans, Anne de Jésus rend l'âme à Bruxelles le 4 mars 1621. La célébration funèbre a été présidée par les archiducs Albert d'Autriche et Isabelle-Claire-Eugénie d'Autriche, gouverneurs des Pays-Bas.

## Importance et rôle dans la réforme Thérésienne

### Relation et proximité avec Thérèse d'Avila
Dès que Thérèse d'Avila rencontre Anne de Jésus, Thérèse voit immédiatement en elle de nombreuses vertus, et Anne devient sa fille de prédilection. Avec Marie de Saint-Joseph, ces deux religieuses sont considérées par Thérèse comme étant ses piliers pour la réforme carmélitaine (qu'elle a entreprise), et ses héritières (Thérèse surnomme Anne de Jésus « ma fille et ma couronne »). C'est pourquoi, Thérèse étant sûre de la valeur d'Anne de Jésus, elle l'envoie pour les fondations les plus difficiles en Andalousie et en Castille.
Anne de Jésus fait partie des quelques religieuses qui ont eu la possibilité de partager le quotidien de Thérèse d'Avila pendant plusieurs années, et donc « d'être formées à son école ». Thérèse, qui tient en haute estime sœur Anne de Jésus, en fait sa grande confidente. 
Les deux femmes ont l'une pour l'autre, une grande familiarité de sentiments, de décisions et de grâces mystiques. Thérèse établit une correspondance intense avec mère Anne et lui partage toutes les agitations de son âme, tous les soucis qui la préoccupent ; elle n'hésite pas non plus à communiquer à sa confidente toutes les grâces spirituelles qu'elle affirme recevoir. 
Signe du degré d'intimité de ses confidences, Thérèse demandera à mère Anne de détruire toutes les lettres qu'elle a reçues, pour éviter qu'elles ne tombent aux mains de l'Inquisition.
Jean de la Croix donnera même un commentaire élogieux  sur mère Anne de Jésus : « Elle ressemblait en tout à [sainte] Thérèse, même esprit d’oraison, même manière d’agir, mêmes capacités, même genre de gouvernement. ». Plus tard, Jean déclarera « qu’elle égalait sainte Thérèse pour les dons spirituels et la dépassait pour les dons naturels ».

### Publication et diffusion des écrits thérésiens

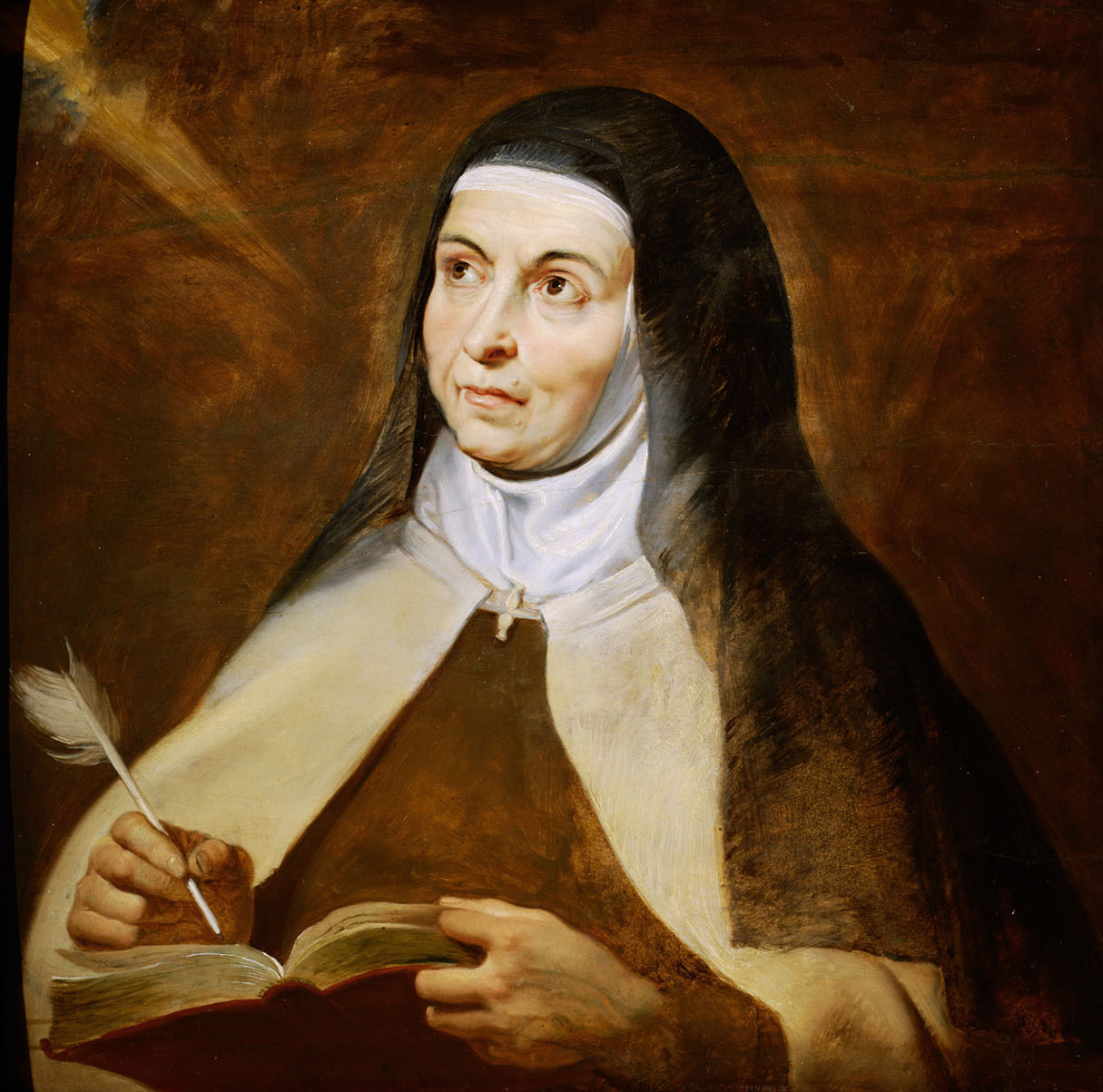
Thérèse d'Avila par Pierre Paul Rubens (XVIIe siècle).

Quand Thérèse d'Avila écrit le livre des Fondations, elle partage alors sa cellule avec sœur Anne, dans le Carmel de Salamanque. Anne était au courant de tout ce qu'écrivait sainte Thérèse. Elle était la personne qui connaissait le mieux l'œuvre de sainte Thérèse d'Avila.
De même, saint Jean de la Croix lui confie son Cantique spirituel, qu'elle conserve jusqu'en 1586. Plus tard, Jean lui dédie le commentaire du Cantique Spirituel.
En 1586, Anne rencontre Luis de León à Madrid. Celui-ci lui demande de rassembler tous les écrits de Thérèse d'Avila, afin d'en réaliser une publication. Anne collecte donc les documents et les lui remet. Une première publication est réalisée à Salamanque en 1588 sous le nom de Los libros de la madre Teresa de Jesús, fundadora de los monasterios de monjas y frailes de Carmelitas Descalzos de la primera Regla (Livres de mère Thérèsa, fondatrice des monastères de moniales et les moines des Carmes déchaux de la première Règle). Parvenue en Belgique, et avec l'aide du père Gratien, Anne travaille à traduire et éditer les œuvres thérésiennes dans le reste de l'Europe.
Anne ne se limite pas aux œuvres de Sainte Thérèse, elle prend également part à l'édition et la publication des œuvres de saint Jean de la Croix.

### Défense de la réforme thérésienne et sanctions

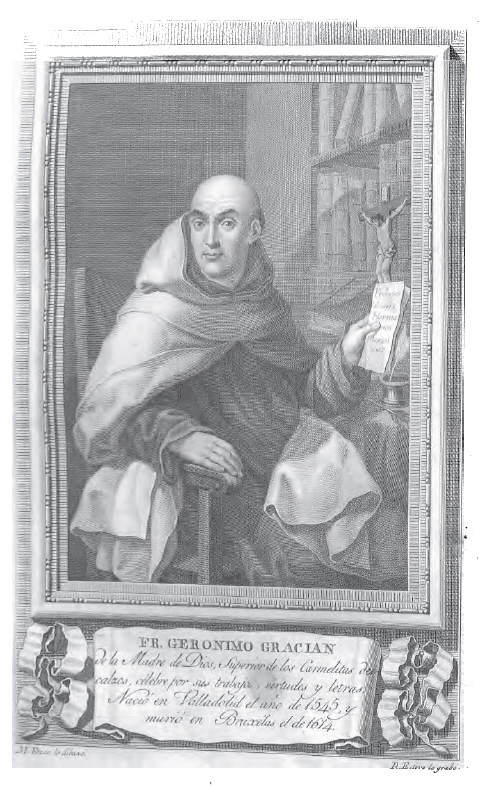
Jérôme Gratien, expulsé de l'Ordre des Carmes déchaux pour s'être opposé au général Doria.

Après la mort de Thérèse d'Avila, le père Gratien fait élire un nouveau supérieur général pour l'ordre : le père Doria. Mais très vite celui-ci prône une obéissance très pointilleuse (et stricte) à la règle et aux supérieurs, ainsi que de nombreuses pénitences et mortifications.
Effrayée par cette ligne religieuse, quelques religieuses, avec à leur tête Anne de Jésus, tentent de faire préserver l'esprit de la réforme carmélitaine insufflée par Thérèse d'Avila.
En 1590, mère Anne de Jésus, avec quelques autres religieuses et le soutien du père Gratien, écrivent au pape Sixte V pour lui demander de figer les constitutions établies par Thérèse d'Avila. La démarche aboutit et le pape répond favorablement à leur demande par un bref intitulé Breve Salvatoris.
Mais cette décision provoque la colère du général Doria qui réagit en sanctionnant les religieuses qui ont agi dans son dos : il retire à Anne de Jésus sa charge de prieure du couvent, et condamne la religieuse à la réclusion dans la prison du couvent,. La religieuse n'est autorisée à sortir de son cachot que pour assister à la messe (et communier) deux fois par an. Seule une intervention personnelle du roi d'Espagne réussit à alléger la peine à « une messe par mois ». Le pape Sixte V étant mort peu de temps après la rédaction du bref, le père Doria demande au nouveau pape, Grégoire XIV, d'annuler le bref de son prédécesseur, ce qu'il lui accorde. L'information ne lui parvient néanmoins qu'après le chapitre de 1591, limitant ainsi les volontés de changements du général carme durant ce chapitre.
Après la mort de Doria (en 1594), mère Anne est libérée de prison et elle retrouve sa charge de prieure du couvent.

## Spiritualité
Certains estiment qu'Anne de Jésus a été « l'une des plus grandes charismatiques du Carmel thérésien ». Ses hagiographes rapportent qu'elle avait de nombreux dons mystiques (charismes de connaissance des âmes, de guérison, de prophétie ou d’intercession pour les mourants).
Sa spiritualité est nettement influencée par sainte Thérèse et saint Jean de la Croix. À travers ses écrits, Anne laisse voir un « grand amour pour l’humanité du Christ ». Chez elle, cette disposition est intimement liée à l'adoration au Saint-Sacrement, l’Eucharistie et la dévotion au Sang du Christ. Progressivement au cours des années, elle s'intéresse au personnage de Job (dans l'Ancien Testament), ainsi, certains ont noté dans ses correspondances la présence de thèmes liés au Livre de Job comme « l’acceptation de la volonté de Dieu, dans l’adversité comme dans la prospérité ».

## Postérité

### Le procès en béatification
L'année même de la mort d'Anne de Jésus, en 1621, commence le processus ordinaire de béatification et de canonisation à Malines, Tournai, Cambrai, Arras, Anvers. Les déclarations se poursuivent jusqu'en 1642, mais les autorités religieuses des Carmes déchaux espagnols n'étant que peu intéressées par ce projet de béatification, le processus s'arrête.
En 1872, la cause de béatification est relancée. Pour cela, le père Ignacio Bertolo, carme belge et définiteur général, publie à Bruxelles un guide de documents procéduraux de mère  Anne de Jésus. Celui-ci est intitulé « Tableau chronologique des principaux Témoignages… de la vénérable mère Anne de Jésus ».
En 1881, le père Bertolo ouvre, dans le diocèse de Malines, la procédure sur sa réputation de sainteté, sa vie et ses miracles. Il ouvre également de nouveaux décrets sur les écrits et la validité du procès apostolique.
Le 2 mai 1885, ses écrits et lettres spirituelles qui révèlent sa profonde vie intérieure et une extraordinaire prudence sont approuvés par les autorités religieuses. En 1895, le père Bertolo ouvre à Malines un autre processus sur les vertus et les miracles in specie. Et en 1904, un autre décret relatif à la validité du procès apostolique est ouvert.
Au chapitre général de l'Ordre des carmes déchaux à Rome en 1991,  il est demandé l'introduction de la cause en béatification d'Anne de Jésus (en même temps que celles de Marie de Saint-Joseph et de Jérôme Gratien). 
Le 28 novembre 2019, le pape François reconnaît les vertus héroïques de mère Anne de Jésus, la déclarant ainsi vénérable. 
Le 14 décembre 2023, le pape François signe un décret reconnaissant l'authenticité d'un miracle attribué à l'intercession d'Anne de Jésus, permettant ainsi sa béatification. Cette béatification se déroule lors de la visite du pape François en Belgique le 29 septembre 2024.

### Œuvre
Si certains des écrits d'Anne de Jésus ont été perdus, ce sont néanmoins 89 « lettres » ainsi que quelques déclarations, relations et poèmes qui sont parvenues jusqu'à nous. Mais très peu de ses œuvres manuscrites originales ont survécu, ce sont essentiellement des copies qui nous permettent de connaître son œuvre.
Malheureusement, les lettres que lui a écrites Thérèse d'Avila ont été définitivement perdues. C'est Anne elle-même qui a brulé ces courriers à la demande expresse de la Madre, durant les années où elles rencontraient des grandes oppositions avec les carmes chaussés. Anne a témoigné, en 1597, de sa douleur à exécuter cet ordre.
Des documents, écrits par mère Anne, transparaissent son amitié avec Thérèse, son amour pour l'Ordre du Carmel et la réforme qui y est menée, ainsi que sa mission et son rôle de fondatrice de couvents. Sa spiritualité contemplative et son amour de l'Eucharistie sont également très présents.
Parmi les écrits d'Anne, nous trouvons le récit de la fondation du couvent des carmélites de  Grenade ainsi que le récit de son voyage à Paris (rédigé à la demande du père Jérôme Gratien).

### Écrits
- « Ce ne sont pas les hommes qui nous éprouvent, mais Celui-là même qui sait comment doivent être taillées les pierres vivantes de la Jérusalem céleste »[28].
- « Me réjouirai-je au Calvaire
 ou bien au sommet du Thabor
 vu sur votre sein, débonnaire
 de Jean partageant l'heureux sort.
 À Job deviendrai-je semblable ?
 Ce que vous voulez c'est que je croie
ce qui doit être préférable :
 que désirez-vous donc de moi ? ».
 Extrait de la poésie Dieu puissant.